# Neu-Isenburg
Neu-Isenburg (pronunciación en alemán: /nɔɪ̯ˈʔiːzn̩ˌbʊʁk/ⓘ) es una ciudad de Alemania, situada en el distrito de Offenbach de Hesse. Hace parte del área urbana de Frankfurt Rhein-Main. La ciudad se conoce hoy en día principalmente para su centro comercial usado regionalmente, el Isenburg-Zentrum (IZ), el Hugenottenhalle, el hotel Kempinski Frankfurt, el Autokino Gravenbruch (el más viejo en el cine en Europa), el Sportpark, el Waldschwimmbad Piscina) y no menos importante de su ubicación céntrica cerca del aeropuerto de Frankfurt.

## Geografía

### Comunidades vecinas

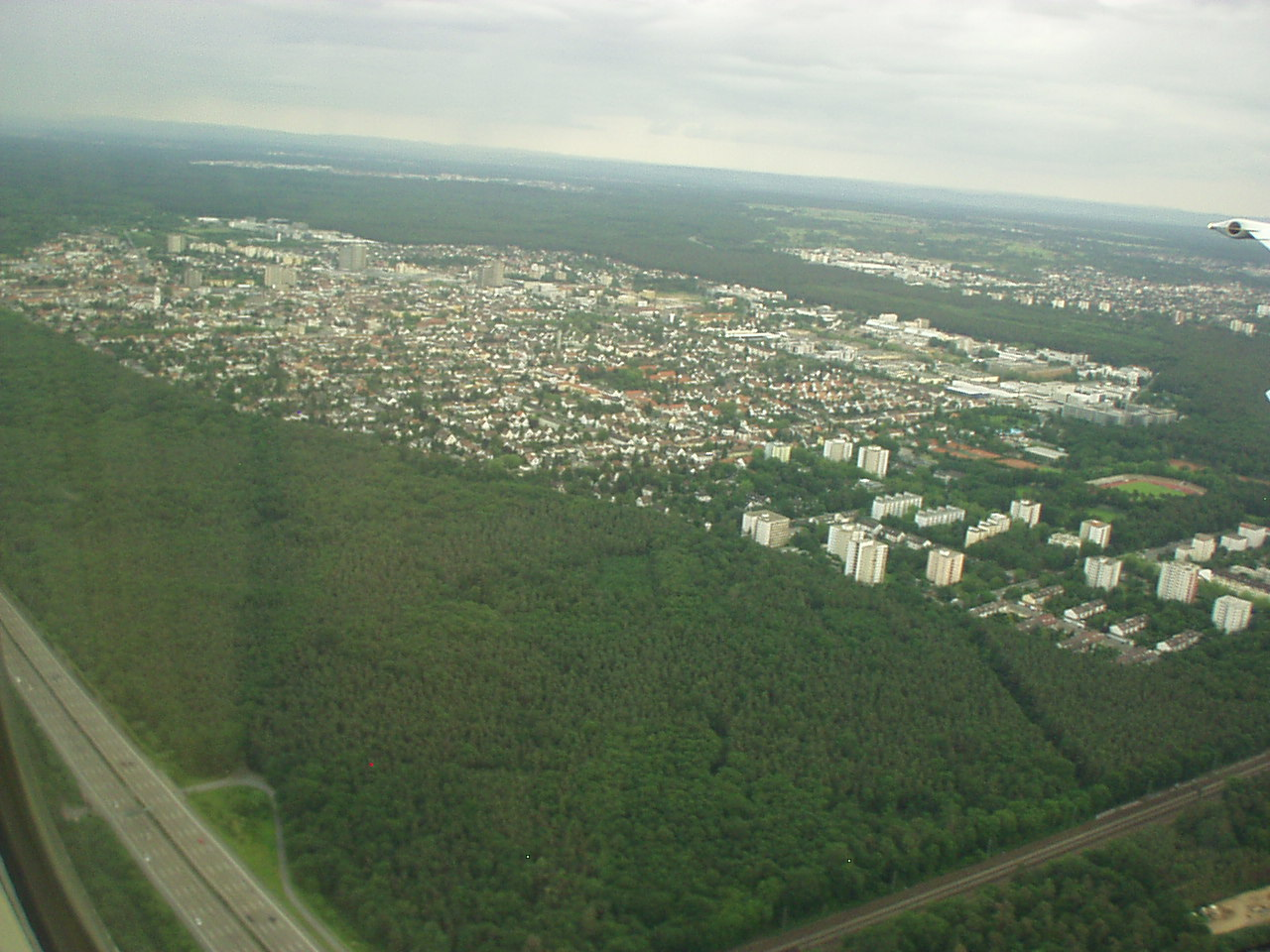
Neu-Isenburg, al fondo a la derecha Dreieich-Sprendlingen y por encima de Dietzenbach

Neu-Isenburg limita en el oeste y el norte en la ciudad libre de distrito de Fráncfort del Meno, en el este en la ciudad libre del distrito de Offenbach y en el sur en las ciudades de Dreieich, Langen y Mörfelden-Walldorf.

### Comunidades constituyentes
En 1959, los trabajos de construcción comenzaron en el Wohnstadt im Grünen («ciudad viva en el verde»), como fue puesto en circulación. Esto fue Gravenbruch en el que casi 7.000 personas encontraron un nuevo hogar en esta ciudad satélite entre la ciudad principal y Heusenstamm, que yacía en el bosque. Debido al gran número de familias jóvenes que se mudaron allí, esta comunidad constituyente fue conocida como la ciudad con la población de niños más densos de Europa. También es bien conocido por el Kempinski-Hotel y el drive-in de cine.
Con la amalgamación de la comunidad de Zeppelinheim que se había autoadministrado anteriormente en el curso de la reforma municipal en 1977, Neu-Isenburg también se extendió más hacia el oeste, donde se encuentra el Zeppelinmuseum.

## Historia

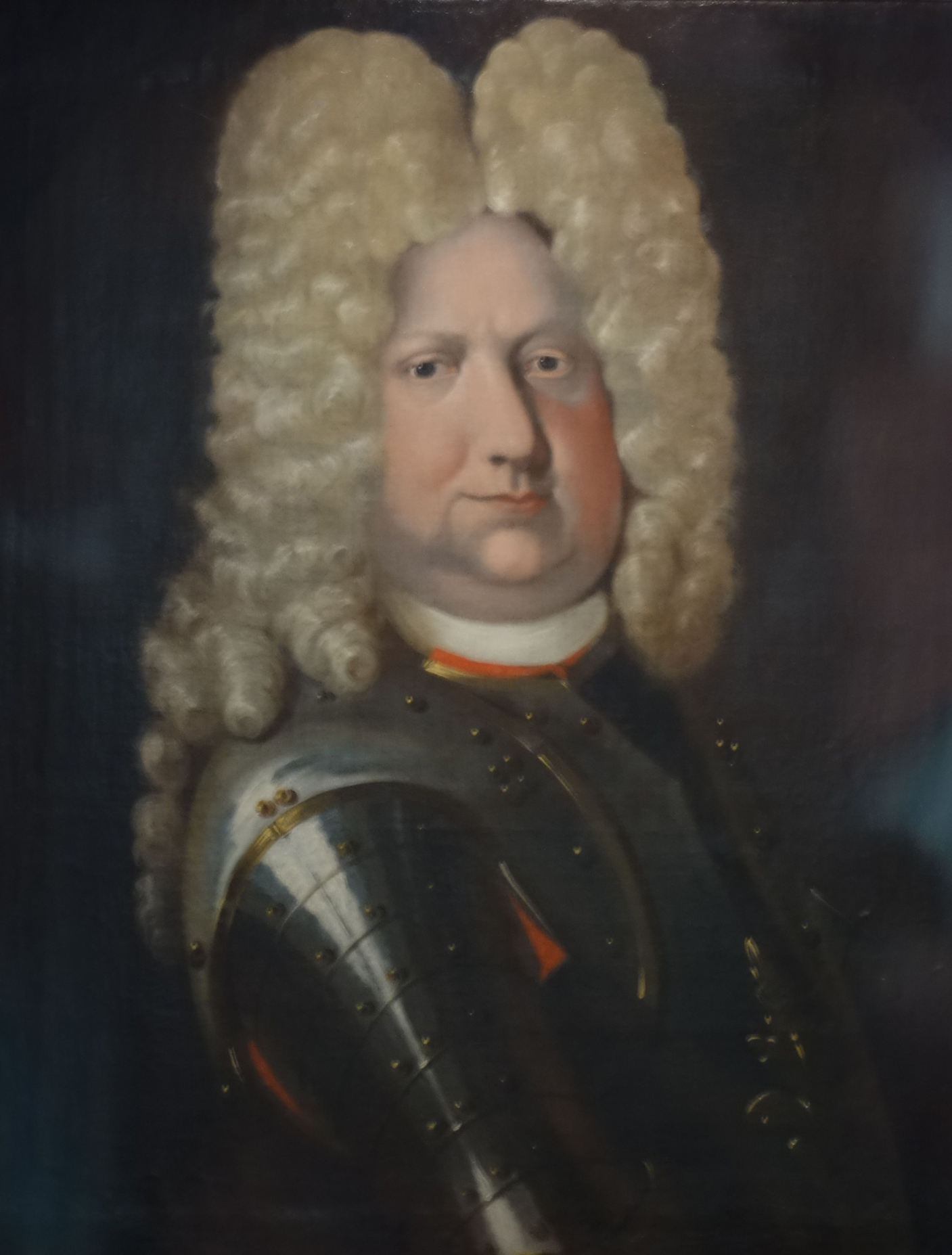
Conde Johann Philipp von Isenburg-Offenbach, el fundador de la ciudad.

Neu-Isenburg fue fundada el 24 de julio de 1699 como una ciudad de exiliados por huguenotes, protestantes franceses que tuvieron que huir de su patria después de que el decreto de Nantes fuera revocado. Su nuevo propietario, el Conde Johann Philipp von Isenburg-Offenbach, les garantizó la seguridad, el libre uso de la lengua francesa y la libertad religiosa.
Les dio permiso para establecerse en el Wildbann Dreieich, un antiguo bosque de caza real, en el lugar donde en la Edad Media se encontraba la capilla de peregrinación Zum Heiligen Kreuz ("A la Santa Cruz"). Como agradecimiento al conde, la ciudad se llamó Neu-Isenburg después de él. El plan de la ciudad fue presentado por Andreas Loeber en una cuadrícula rectangular. Desde las esquinas corrían las calles diagonales hasta el mercado. También, los middles de los lados exteriores fueron ligados por las calles al mercado cuadrado. Este municipio sobrevive hoy en las calles de Kronengasse, Pfarrgasse, Löwengasse y Hirtengasse.
Neu-Isenburg fue una de las ciudades más planificadas de los siglos XVII y XVIII. Los colonos primero trabajaron en la agricultura, pero más tarde se volvieron a los oficios de artesanía que habían aprendido, como la embarcación de calcetería, poniendo así las bases para el desarrollo económico de Neu-Isenburg. Las comunidades circundantes miraron a los colonos franceses con gran desconfianza y llamaron a la ciudad galés Dorf (la palabra alemana welsch se refiere a los pueblos que hablan las lenguas romances, especialmente el francés, es cognado con la palabra inglesa galés, pero no tiene el mismo significado).

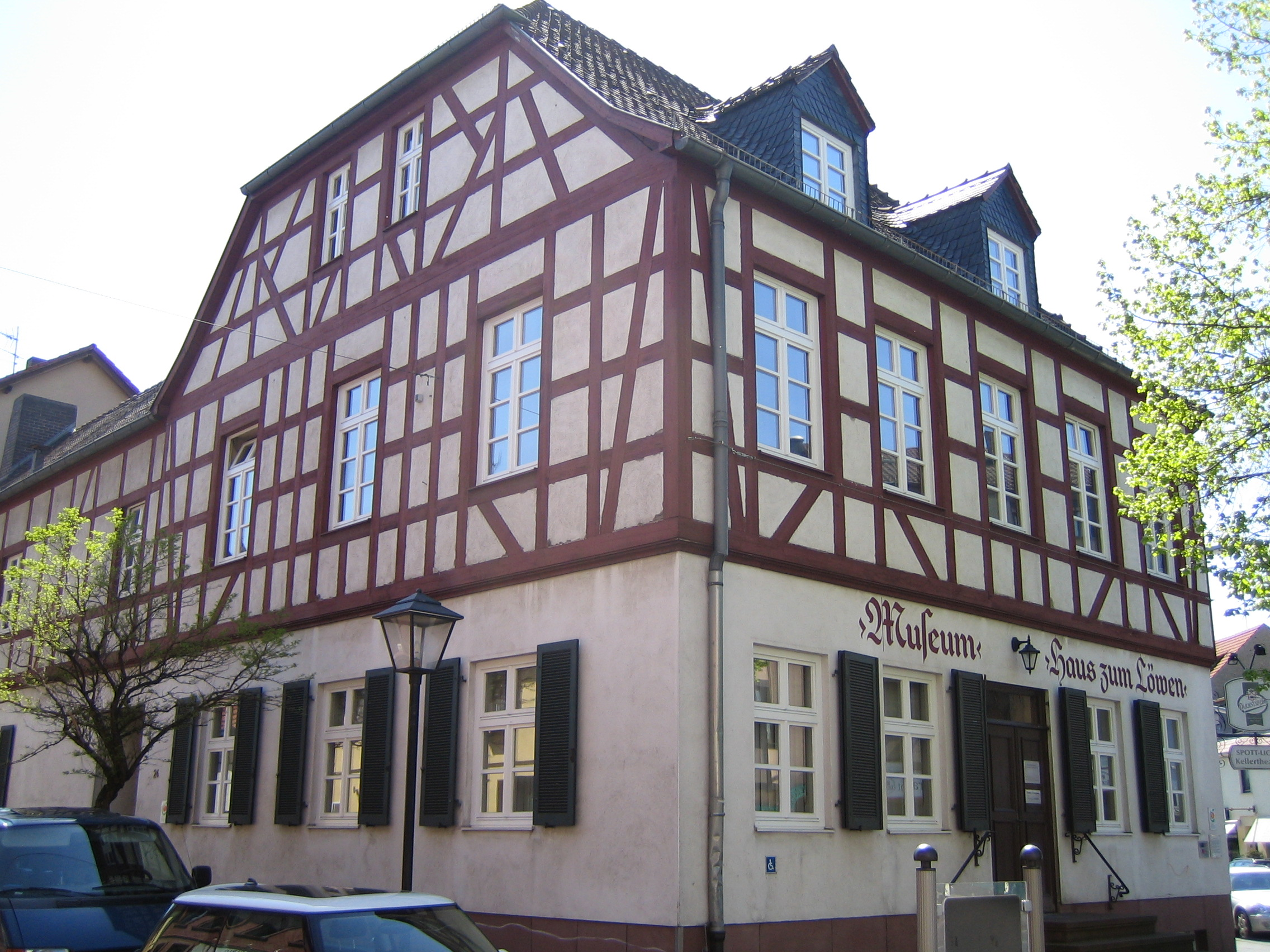
„Haus zum Löwen“.

El 20 de mayo de 1700, un jueves, el clérigo Isaac Bermond celebró los primeros servicios de la iglesia bajo un viejo roble en medio de la plaza de la iglesia.
Alrededor de 1701, el Forsthaus fue construido (hoy una posada llamada Frankfurter Haus) por la ciudad de Frankfurt am Main en los límites de la ciudad con Neu-Isenburg. La primera iglesia reformada francesa fue construida de madera entre 1702 y 1706. La primera piedra fue colocada en el día de la ascensión 1702. Del mismo modo, en 1702, el ayuntamiento fue construido en el mercado, y el Haus zum Löwen fue mencionado por primera vez. Esto fue utilizado hasta 1918 como una posada llamada Au Lion d'Or ("En el León de Oro"), y hoy alberga el museo de historia local.
La primera escuela siguió en 1704, y en 1705 el Bansamühle (molino). La iglesia de madera fue sustituida entre 1773 y 1775 con un edificio de piedra. En 1781, la primera escuela de lengua alemana fue construida.
Después del Congreso de Viena en 1815, el condado de Ysenburg, junto con el Oberamt de Offenbach y sus municipios miembros, pasó al Gran Ducado de Hesse. En 1828, la unión aduanera prusiana-hessiana construyó una aduana (Frankfurter Straße 10) como su principal oficina de aduanas en la frontera con lo que entonces era la ciudad libre de Frankfurt.
A pesar de las reservas considerables, las familias alemanas también se trasladaban a la ciudad a partir del siglo XVIII, lo que llevó a que la iglesia tuviera que prestar servicios alternativamente en alemán y francés a partir de 1761, lo que afectó a la población francófona. Al final, el alemán fue confirmado como el idioma oficial de la ciudad en 1829.
En 1846, el ferrocarril Main-Neckar cerca de Neu-Isenburg fue terminado, pero la ciudad no consiguió su propia estación de ferrocarril hasta 1852.
Otros acontecimientos de la historia de Neu-Isenburg fueron los siguientes:
- 1860: La empresa Müller comercializa por primera vez Frankfurter Würstchen (salchichas, pero no el tipo a menudo llamado "Frankfurters" en el mundo de habla inglesa).
- 1865: Primera estación postal en Neu-Isenburg
- 1875: Se fundó una brigada de bomberos voluntarios

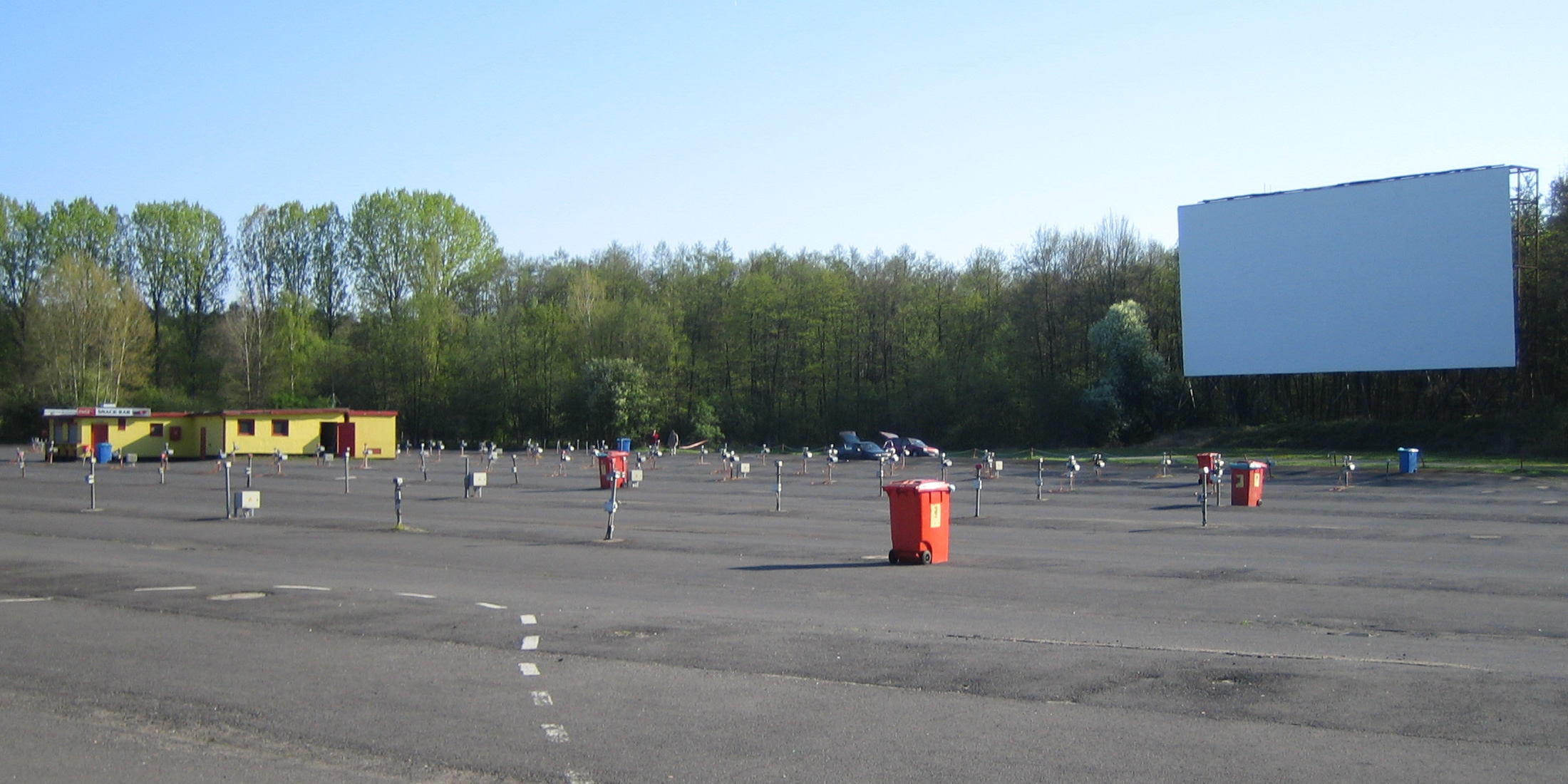
El Autokino Gravenbruch, inaugurado en 1960, fue el primer autocinema en Europa.

- 1885: El Waldeisenbahn, un tranvía del vapor a Fráncfort, fue abierto (ahora tranvía 17, y eléctrico).
- 4 de febrero de 1889: Los derechos de ciudad fueron concedidos.
- 1889: El Waldbahn, un ferrocarril, comenzó a correr a Frankfurt.

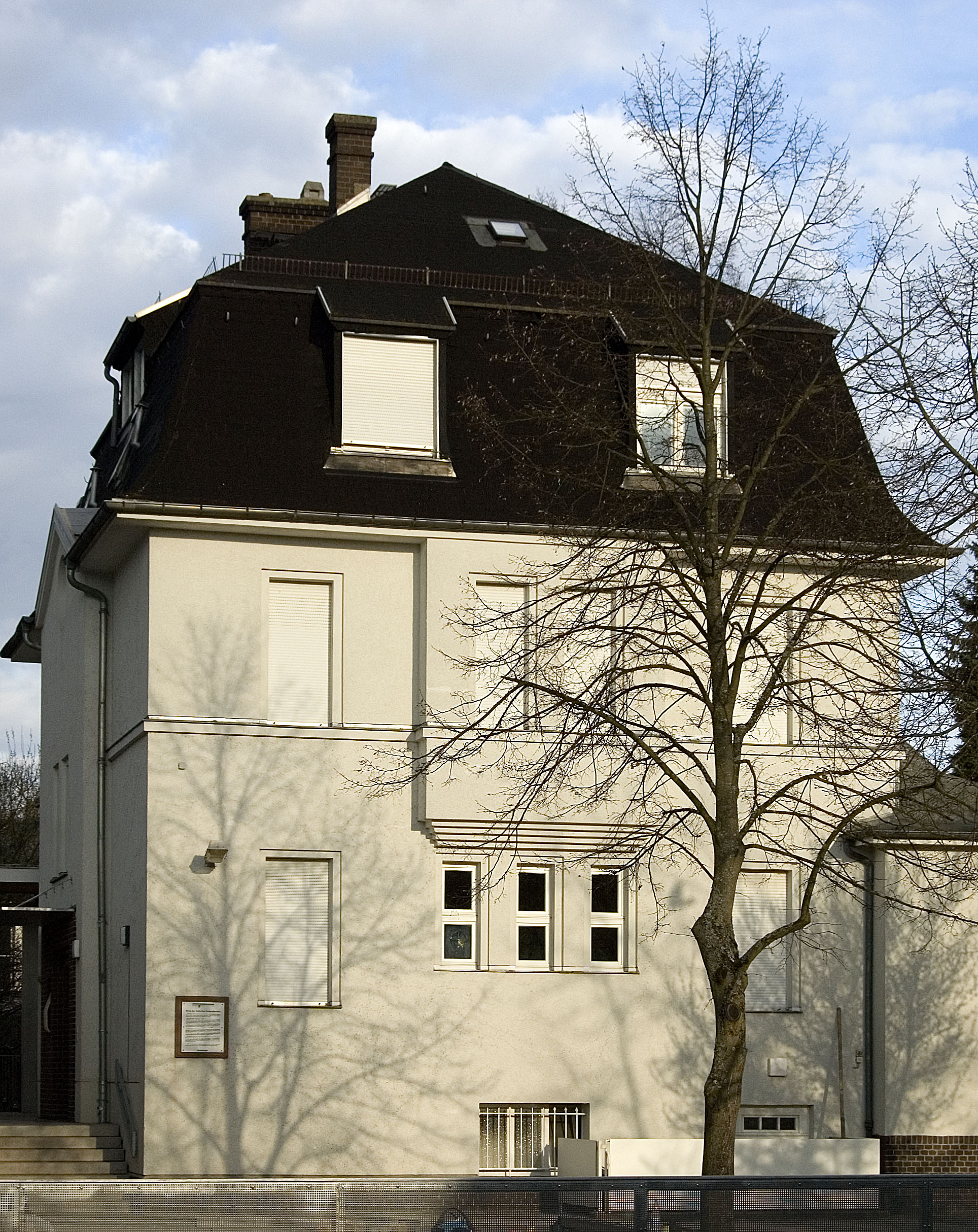
Casa en Zeppelinstraße, Neu-Isenburg, donde Bertha Pappenheim alojó su hogar para las muchachas judías desplazadas.

- Abril 1896: La "Höhere Bürgerschule" (ahora "Goetheschule") asumió su tarea como primera escuela secundaria de Neu-Isenburg.
- 1899: Con ocasión de su bicentenario, Neu-Isenburg recibió un escudo de armas.
- 1907: El hogar de la Federación de Mujeres Judías para las niñas judías fue fundado por Bertha Pappenheim.
- 23 de octubre de 1911: Consagración de la primera iglesia católica, St. Josef.
- Entre 1943 y 1945, la ciudad sufrió daños por los ataques aéreos debido a la Segunda Guerra Mundial.
- 1945: Una amplia zona en el oeste de la ciudad tuvo que ser evacuada para la Potencia ocupante
- 1959: Comenzaron los trabajos de construcción de Gravenbruch, un barrio residencial, después de que los bosques hubieran sido despejados.
- 1960: Se inaugura el Autokino Gravenbruch, el primer autocinema de Europa.
- 1 de enero de 1977: La fusión de la antigua comunidad autogestionaria de Zeppelinheim, que había sido empedrada de partes de las zonas municipales autogestionadas de Mitteldick y Gundwald (esta última en el distrito de Groß-Gerau) y partes de la comunidad de Kelsterbach el 1 de enero de 1938.
- 1997: Neu-Isenburg se ligó al Rin-S-Bahn principal.

### Desarrollo poblacional
En 1834, Neu-Isenburg tenía solamente 1.762 habitantes. Hacia 1939, había 15.081. Después de que Zeppelinheim fue amalgamado y Gravenbruch se había construido, la población alcanzó 35.000 en 1983.

## Política

### Ayuntamiento de la ciudad
Las elecciones municipales celebradas el 6 de marzo de 2016 dieron los siguientes resultados, en comparación con las anteriores elecciones municipales:
| Partes y comunidades de votantes | Partes y comunidades de votantes | CDU  | SPD  | AfD  | GRÜNE | FDP | LINKE | FWG |
| -------------------------------- | -------------------------------- | ---- | ---- | ---- | ----- | --- | ----- | --- |
| 2016                             | Participación de los votos       | 36.8 | 23.5 | 12.5 | 11.9  | 7.2 | 4.8   | 3.2 |
|                                  | Votos (De 45)                    | 17   | 11   | 6    | 5     | 3   | 2     | 1   |
| 2011                             | Participación de los votos       | 44.1 | 24.5 | —    | 20.2  | 3.6 | 3.5   | 4.2 |
|                                  | Votos (De 45)                    | 20   | 11   | —    | 9     | 2   | 1     | 2   |
| 2006                             | Participación de los votos       | 52.0 | 23.3 | —    | 14.0  | 5.4 | —     | 5.2 |
|                                  | Votos (De 45)                    | 23   | 11   | —    | 6     | 3   | —     | 2   |
| 2001                             | Participación de los votos       | 48.0 | 26.5 | —    | 16.9  | 5.2 | —     | 3.4 |
|                                  | Votos (De 45)                    | 22   | 12   | —    | 8     | 2   | —     | 1   |
| 1997                             | Participación de los votos       | 41.8 | 29.9 | —    | 16.1  | 5.7 | —     | 6.5 |
|                                  | Votos (De 45)                    | 19   | 13   | —    | 7     | 3   | —     | 3   |

La CDU formó una coalición con Die Grünen ("Los Verdes"), el FDP y el Freie Wähler ("Votantes Libres").

### Alcaldes
Las elecciones anteriores a la alcaldía han dado los siguientes resultados:
| Año                          | Candidatos                   | Partido | % Resultado |
| ---------------------------- | ---------------------------- | ------- | ----------- |
| 2015                         | Herbert Hunkel               | 77.4    |             |
| 2015                         | Thilo Seipel                 | FDP     | 22.6        |
| Participación electoral en % | Participación electoral en % | 30.3    | 30.3        |
| 2010                         | Herbert Hunkel               | 58.9    |             |
| 2010                         | Christian Beck               | SPD     | 36.9        |
| 2010                         | Susann Guber                 | FDP     | 4.2         |
| Participación electoral en % | Participación electoral en % | 38.4    | 38.4        |
| 2007                         | Dirk-Oliver Quilling         | CDU     | 83.3        |
| 2007                         | Markus Munari                | SPD     | 16.7        |
| Participación electoral en % | Participación electoral en % | 40.0    | 40.0        |

| Año                          | Candidatos                   | Partido | % Resultado |
| ---------------------------- | ---------------------------- | ------- | ----------- |
| 2001                         | Dirk-Oliver Quilling         | CDU     | 78.5        |
| 2001                         | Wolfgang Lamprecht           | SPD     | 19.0        |
| 2001                         | Edgar Schultheis             |         | 2.4         |
| Participación electoral en % | Participación electoral en % | 41.1    | 41.1        |
| 1995                         | Dirk-Oliver Quilling         | CDU     | 63.1        |
| 1995                         | Berthold Depper              | FDP     | 36.9        |
| Participación electoral en % | Participación electoral en % | 38.0    | 38.0        |
| 1995                         | Dirk-Oliver Quilling         | CDU     | 49.5        |
| 1995                         | Günter Trützschler           | SPD     | 14.1        |
| 1995                         | Maria Marx                   | Grüne   | 17.7        |
| 1995                         | Berthold Depper              | FDP     | 18.8        |
| Participación electoral en % | Participación electoral en % | 45.7    | 45.7        |

En las últimas elecciones del 27 de septiembre de 2015, el candidato independiente Herbert Hunkel, apoyado por la CDU, fue reelegido con el 77,4% de los votos sobre Thilo Seipel (FDP, 22,6%). La participación electoral fue del 30,3%.

### Asociaciones de la ciudad
- Weida, Thuringia
- Veauche, Loire, Francia
- Andrézieux-Bouthéon, Loire, Francia
- Dacorum, Hertfordshire, Inglaterra, Reino Unido
- Bad Vöslau, Lower Austria, Austria
- Chiusi, Tuscany

#### Ciudades hermanadas
- Alexandria, Minnesota
- Sighisoara, Rumanía

## Economía e infraestructura

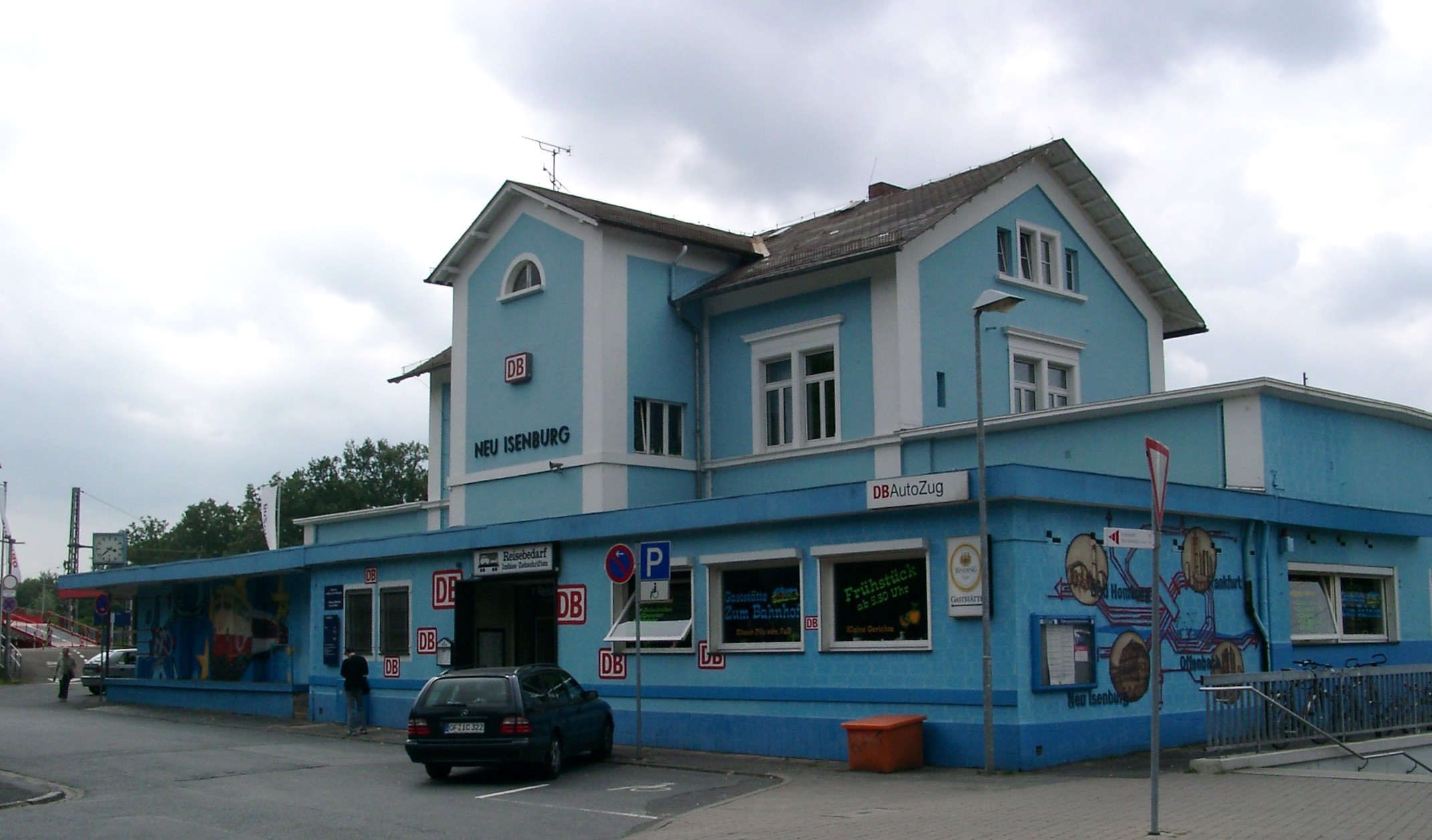
Estación de ferrocarril.

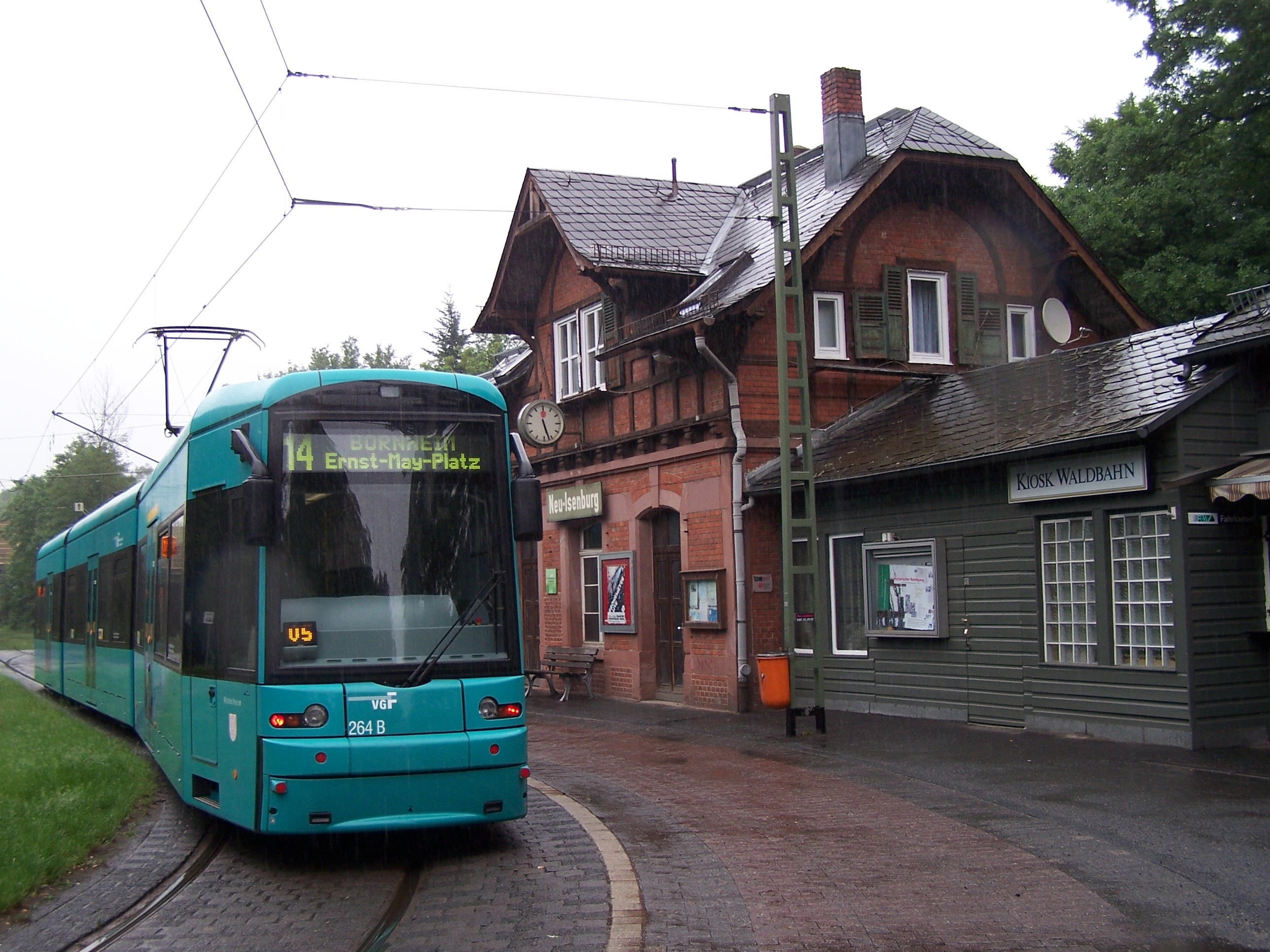
Tranvía en la parada de la ciudad de Neu-Isenburg.

### Economía
Dada su proximidad a la ciudad ferial de Frankfurt y al aeropuerto de Frankfurt, Neu-Isenburg es un lugar atractivo para los negocios de los sectores más variados. Entre ellos están muchos hoteles, que ven más de 230.000 pernoctaciones cada año, la cifra más alta en el distrito de Offenbach.
Con el tiempo, la ciudad se ha convertido de un lugar para la producción de empresas a una ubicación basada en la industria de servicios y es uno de los mayores lugares de alta tecnología en la región de Frankfurt Rin Main.
Algunos de los negocios establecidos aquí son:
- ARAMARK Holdings GmbH & Co. KG
- Eprimo GmbH
- Harley-Davidson GmbH (Gerencia de Alemania, Austria y Suiza)
- Jeppesen GmbH
- Kempinski Frankfurt AG
- Lorenz Snack-World GmbH (Bahlsen)
- Lufthansa Service GmbH (LSG Sky Chefs)
- Lufthansa AirPlus Servicekarten GmbH
- Pepsi-Cola GmbH
- Symantec Corporation
- La empresa Keyence Deutschland GmbH
- UL Internacional Alemania GmbH
- Sescoi GmbH
- Alpha Industries GmbH & Co. KG
- Banque PSA Finance, SA.
- KarstadtQuelle Bank
- G. A. Müller GmbH (fábrica de productos cárnicos, el fabricante más antiguo del original Frankfurter Würstchen)

Hans Wirth GmbH & Co. KG (fábrica de productos cárnicos, fabricante del original Frankfurter Würstchen)
Alrededor de los años 80 y los años 90, la línea aérea Cóndor se estableció jefatura en Neu-Isenburg.

### Transporte
La ciudad está cerca de varias rutas de la red alemana de la autopista (A3, A5, A 661).
La estación de Neu-Isenburg se encuentra en el ferrocarril Main-Neckar y es servida por las líneas de S-Bahn del Rin-Main S 3 y S 4, aunque la estación está un poco alejada del centro de la ciudad. Es la única estación en Hesse que tiene carriles de carga para un servicio de motorail, conectándose a varios destinos en Austria, Italia y el sur de Francia. La línea S 7 recorre el ferrocarril de Mannheim-Frankfurt, parando en la estación de Zeppelinheim.
La red de tranvía de Frankfurt tiene una terminal en Isenburger Schneise, justo en el límite de Frankfurt por razones de identidad municipal, que une el margen norte de Neu-Isenburg con el centro de Frankfurt y Frankfurt-Bornheim por la estación de Frankfurt South.
El aeropuerto de Frankfurt se encuentra en los límites de la ciudad.

### Hugenottenhalle

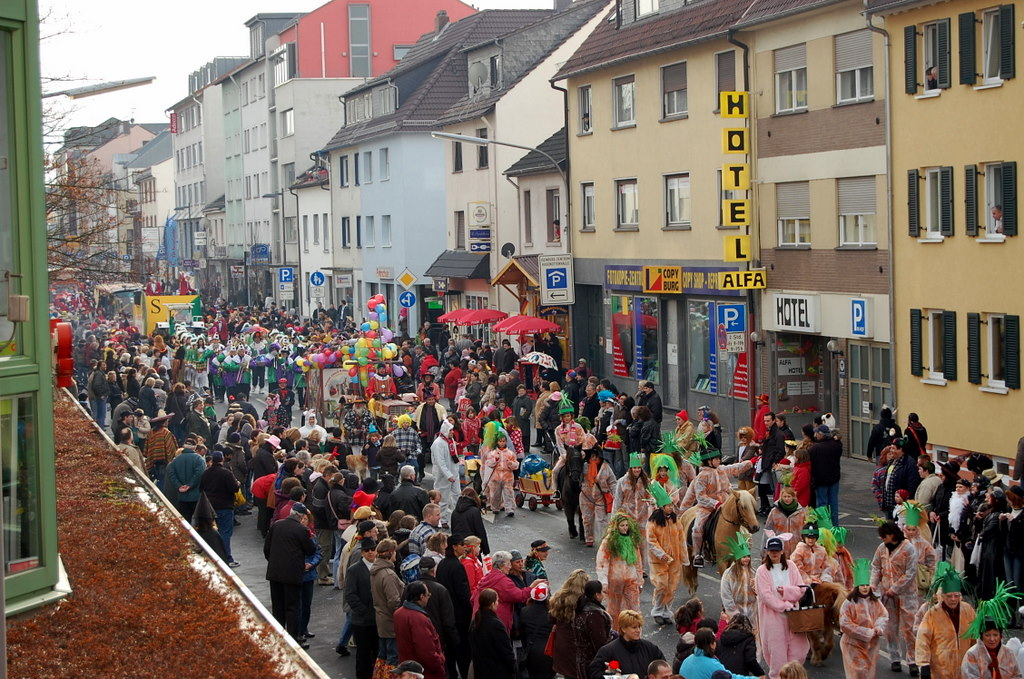
Rosenmontagsumzug en Neu-Isenburg.

Se conoce a Neu-Isenburg mucho más allá de sus límites para los varios acontecimientos hechos en el Hugenottenhalle. En este salón polivalente con una capacidad variable de hasta 2.000 personas, se celebran conciertos de rock, se dan espectáculos teatrales y se bailan y se escuchan música. A los ciudadanos se les ofrece un amplio programa cultural que abarca todos los géneros.

### Festival Open-Doors
Neu-Isenburg es especialmente bien conocido en la región principal del Rin de Frankfurt para su Festival de puertas abiertas anuales de verano (antes Musikspektakel). Durante tres días, unas 40 bandas diferentes y artistas de todos los géneros de la música tocan. El evento cuenta con la asistencia de unos 15.000 invitados que entran gratuitamente, y se celebra en varias etapas diferentes a lo largo del área de la ciudad.

### Shrove Monday
El desfile de Shrove Monday (Rosenmontag), a veces llamado Lumpenmontag en Neu-Isenburgm que atraviesa la ciudad goza de gran popularidad.

### Educación
- Escuelas primariass
  - Albert-Schweitzer-Schule
  - Hans-Christian-Andersen-Schule
  - Wilhelm-Hauff-Schule
  - Ludwig-Uhland-Schule, Gravenbruch
  - Selma-Lagerlöf-Schule, Zeppelinheim
- Ginmasio
  - Goetheschule
  - Abendgymnasium, formerly Schule im Buchenbusch
- Escuelas comprensivas
  - Brüder-Grimm-Schule
- Escuelas especiales
  - Friedrich-Fröbel-Schule, Escuela para aprender ayuda y terapia del habla
- Otras escuelas
  - Escuelas de música
  - Escuela secundaria folclórica

## Medios de comunicación
Ärzte-Zeitung, un periódico para médicos, que tiene su sede en Neu-Isenburg.